# Costești (Vaslui)
Costești is een Roemeense gemeente in het district Vaslui.
Costești telt 3235 inwoners.